# يفهين بلوجنيك
يفهين بافلوفيتش بلوجنيك (بالأوكرانية: Плужник Євген Павлович)‏ (26 ديسمبر [بالتقويم القديم: 14 ديسمبر] 1898 - 2 فبراير 1936) كان شاعرًا وكاتبًا مسرحيًا ومترجمًا أوكرانيًا من سلوبودا أوكرانيا [الإنجليزية] الشرقية.

## مسيرته
وُلد بلوجنيك في سلوبودا [الإنجليزية] كانتيميروفكا. كان والده من بولتافا.
كان بلوجنيك يدرس في صالة فورونيج للألعاب الرياضية لعدة سنوات حتى تم طرده منها بسبب مشاركته في دوائر غير قانونية. بعد ذلك واصل الدراسة في مدينتي روستوف على نهر الدون وبوبروف. في عام 1918 انتقلت عائلته إلى منطقة بولتافا، حيث عمل بلوجنيك كمدرس للغة والأدب.
درس في معهد كييف زوتيتشيتش، حيث يعمل زوج أخته. ثم توقف عن الدراسة ليصبح ممثلاً. درس بلوجنيك منذ عام 1921 في معهد كييف للموسيقى الدرامية سمي على اسم ميكولا ليسينكو، حيث درس الأستاذ الشهير فولوديمير سلادكوبفتسيف. على الرغم من النجاح في الدراسة، اضطر بلوجنيك إلى تركها بسبب مرض السل. منذ عام 1924 شارك بنشاط في منظمة الأدب «لانكا».
في عام 1926 ساء مرض بلوجنيك، لكن الكاتب نجا. كان يخضع للعلاج في فورزيل؛ كما واصل إعادة التأهيل في شبه جزيرة القرم أو في القوقاز مرتين في السنة. منذ عام 1923 عمل بلوجنيك كمترجم في المكاتب، واستمر في التعليم الذاتي وكتابة القصائد في المساء.
في 4 ديسمبر 1934 ألقي القبض على بلوجنيك من قبل المفوضية الشعبية للشؤون الداخلية ووجهت إليه تهمة المشاركة في منظمة إرهابية قومية. في مارس 1935، حكمت الكلية العسكرية للمحكمة العليا للاتحاد السوفيتي [الإنجليزية] على بلوجنيك وهريهوري إيبيك وميكولا كوليش وفاليريان بيدموهيلني وآخرين بإطلاق النار عليهم. ثم تم استبدال هذ الحكم بسجن طويل الأمد في سولوفكي، حيث توفي الشاعر بسبب مرض السل. كانت كلماته الأخيرة «Я вмиюся، пригадаю Дніпро і вмру» ("سأغتسل، سأتذكر دنيبر وسأموت.") تم دفن يفهين بلوجنيك في مقبرة المخيم، ولم يتم حفظ قبره.
أُعيد تأهيل [الإنجليزية] بلوجنيك في أغسطس 1956. يقع قبره في مقبرة بايكوف، الجزء رقم 9.

## النشاط الأدبي
بدأ يفهين بلوجنيك الكتابة في بداية العشرينيات. نُشرت الأعمال الأولى عام 1924. أصبح أدبيًا بسبب يوري ميزينكو، الذي قام بتقدير موهبته الشعرية.  تم تقييم شعر بلوجنيك بدرجة عالية من قبل ماكسيم ريلسكي وميكولا زيروف ومايكولا بازان.
طبع بلوجنيك أعماله في عدة مجلات. في منتصف العشرينات من القرن الماضي، نشر ألبوماته الشعرية الأولى.
يتميز شعر بلوجنيك بشعره الغنائي العميق ودراماتيكية المشاعر، ولغة شعرية بارعة.

## الحياة الخاصة
في عام 1923 تزوج يفهين بلوجنيك من هالينا كوفالينكو. في عام 1943 انتقلت إلى لفيف، ثم إلى ألمانيا وآخر مرة - إلى الولايات المتحدة. كتبت كوفالينكو مذكرات عن الشاعر. كانت شقيقتاها ماريا يوركوفا وتايزيا كوفالينكو تحافظان على ذكرى يفهين بلوجنيك، وتروّجان لإعادة تأهيله وإعادة نشر أعماله.

## ذكرى يفهين بلوجنيك
- منذ سنة 1992 سميت مكتبة المنطقة المركزية لمنطقة شيفتشينكيفسكي في مدينة كييف باسم يفهين بلوجنيك.
- هناك لافتة تاريخية عنه على أحد المنازل في شارع بروريزنا بمقاطعة شيفتشينكيفسكي، حيث كان يعيش بلوجنيك في الفترة بين 1923 و1934.

### الأدب
- موسوعة أوكرانيا — Т. 6. — С. 2111.
- В. В. Оліфіренко, С. М. Оліфіренко. Слобожанська хвиля. Навчальний посібник-хрестоматія з української літератури Північної Слобожанщини. Донецьк: Східний видавничий дім, 2005. — 280 с.
- Борис Антоненко-Давидович. Здалека й зблизька. «Недоспівана пісня ранньої осені». Київ, 1969. С.158–173. (Нарис про Євгена Плужника).
- Ігор Роздобудько. Євген Плужник, та його вшанування на Східній Слобожанщині. // Східна Слобожанщина. Українці навколо України.باللغة الأوكرانية